# Pelantaro
Pelantaro (del mapudungun pelontraru: "traro luminoso"; pelon: luminoso y traru: traro) era un vicetoqui o caudillo militar mapuche, natural de Purén, que protagonizó la segunda rebelión mapuche de 1598 y fue el autor junto a sus lugartenientes Anganamón y Guaiquimilla de la muerte de un segundo gobernador español de Chile, Martín García Óñez de Loyola, durante la batalla de Curalaba el 24 de diciembre de 1598. Se le considera por muchos el más grande estratega de Arauco del arma de la caballería. 

## Batalla de Curalaba
Los españoles bautizarán dicha batalla como "el Desastre de Curalaba", donde perdieron la vida 50 españoles además de su gobernador, dando a Pelantaru el prestigio suficiente para convocar bajo su mando a todas las tribus. Este hecho provocó una sublevación general de los indígenas asociados al pueblo mapuche y destruyó casi todas las ciudades al sur del río Biobío, con la excepción de Castro, que sería tomada durante unos meses por corsarios holandeses. 
Allí se demostró la superioridad militar de los mapuches. Pelantaro destruyó todas las ciudades al sur del Bío-Bío; Valdivia fue incendiada, se despoblaron Angol, La Imperial y Villarrica fue destruida y olvidada por doscientos ochenta y tres años. Cuando el ejército chileno encontró las ruinas de Villarrica, ya la selva había cubierto todo vestigio de vida humana. Las ciudades fundadas al interior del territorio no volvieron a construirse hasta la ocupación de la Araucanía en el siglo XIX”.
El 8 de abril atacaron el fuerte de Boroa. 

...no tardaron en venir Anganamon y Pelantaro con cuatro mil lazas de Puren y con los que se le juntaron de la Imperial...”Lograron emboscar y dar muerte alcorregidor de La Imperial, Andrés Valiente, junto a cuarenta soldados
Diego de Rosales

Pelantaro habría estado en el asedio que protagonizó Anganamón a la ciudad de Villarrica entre mayo y junio de 1599. También, estuvo presente en el ataque a Osorno, durante el 19 y 20 de enero de 1600, donde junto a Anganamón habría acudido con cinco mil hombres, pero como vio que la resistencia iba a ser mayor a la esperada, “...al retirarse momentáneamente de allí, ordenó a los indios comarcanos dividirse en partidas para hostigar a los del pueblo, impedirles que cogiesen las cosechas...” 
Tenía en su poder los cráneos de Pedro de Valdivia y Martín Óñez de Loyola como un preciado trofeo y los usaba como contenedor de chicha, los cedió como muestra de pacificación en 1608.

“Hizieron estas fiestas mas alegres la multitud de despoxos, armas de acero, espadas anchas, cotas, lanzas y caballos buenos y de precio que cogieron, de cada uno hazia gala y ostentacion del despoxo que avia cogido, y magnificencia entre los parientes y amigos, repartiendo lo que avia pillado... (Pelantaro llamó a brindar ) ... de su regada chicha, tendiendo en el suelo las alfombras, sobrecamas, colchas y tiendas de seda que avia quitado a los españoles, y sobre ellas los manteles y servilletas, sirviéndoles las viandas, no como antes solían en platos de palo y la bebida en jarros de lo mismo, que en su lengua llaman Malues, sino en platos y fuentes y la bebida en jarros y salvillas doradas de las muchas que avian quitado al Gobernador y los capitanes. Y vestidos sus indios de las galas, joyas y preseas de el Gobernador y demas españoles..., ostentaban todas las riquezas del despojo.”
Diego Rosales 

## Consecuencias
Después de estos sucesos, el siguiente gobernador, Alonso de Ribera, fijó una frontera y tomó algunas iniciativas del padre jesuita Luis de Valdivia estableciendo la llamada guerra defensiva. El desastre de Curalaba pone fin al período llamado "Conquista" en la historiografía chilena.
Fue capturado en 1616 por el Maestre de Campo Ginés de Lillo y encarcelado por año y medio aparentemente en el fuerte de Lebu hasta la muerte de Ribera; su sucesor Fernando Talaverano Gallegos lo liberó en un vano intento de lograr la paz.

## Oda a Pelantaro
“'Pelantaro, el primero, que aun al cielo quisiera dar, de bravo, aquel, por cima de un reparo entró de vuelo, haciendo a su caballo dar gran salto; seis tiendas de tropel echó en el suelo y a seis quitó el vivir de sobresalto: que para ser despojos de su hierro los alojó de noche allí su yerro...
Bernardo Pereda

## Discurso de Pelantaro
El vencedor de Curalaba se adelanta rengueando hasta quedar entre Catilebo y Guaiquimilla, sus nuevos aliados, cuyas cabezas sobresalen a los costados de la suya, Pelantaro levanta su lanza, la agita y comienza pausadamente su discurso. Uno a uno saluda ceremoniosamente por sus nombres a los régulos de los butalmapus que han acudido a su llamado y hace votos por la salud de los padres y hermanos, hijos, parientes, animales, mujeres, de sus invitados de honor.
La elocuencia de la melodiosa del generalísimo se remonta a los orígenes de la raza, de cuando en estas tierras, dicen, la culebra Cai-Cai hacía ascender las aguas y la culebra Treng-Treng invitaba a los mapuches a que subieran a su cerro, y los que eran cogidos por el diluvio se transformaban en peces y unos se salvaban cubriéndose la cabeza con cantaritos de madera y decían "Kai-Kai", y otros, dicen, respondían "Treng-Treng". Pelantaro mima la caída de las gotas con movimiento suave de los dedos de sus manos pequeñas, y sus labios gruesos, ondulados, emiten la música acuosa de la lluvia, y su diestra asesta la puñalada certera del sacrificio que salvaba a los mapuches que bajaban a poblar estos valles cuando las aguas se iban retirando, y eso sucedía hacía muchísimo tiempo, porque los mapuches eran hijos y amos de la tierra desde antes que existiera la memoria, y en los bosques, obedeciendo los dictados del admapu, aprendieron a tratar a las plantas como a hermanas menores, porque son puras y no huelen mal ni necesitan bañarse como los mapuches, sólo despiden fragancia, y cuando las golpeamos no pueden defenderse, pero si las tratamos con cariño curan nuestras enfermedades y nos dan alimento, vigas y paja para nuestras rucas, leña para nuestros fogones, varas para nuestras armas, y por eso los mapuches esperan, para comerlas o preparar con ellas su chicha, a que las frutas estén maduras, y los árboles nos las entregan con agradecimiento para que llevemos lejos las semillas y de ellas broten nuevos vástagos, y cuando tenemos necesidad de cortar un árbol viejo plantamos un arbolito joven en su lugar, y si es frutal plantamos dos, y enseñamos a nuestros hijos a que respeten las flores, porque tienen vida, y a cortar sólo las que estén abiertas y a punto de caer, y aprendieron también nuestros antepasados, y nos lo enseñaron a nosotros, que los animales eran igualmente hermanos nuestros, y por eso comprendemos sus voces y por sus miradas adivinamos si están tristes, enfermos, cansados y admiramos sus costumbres, porque los machos no abusan de las hembras y las hembras no aceptan al macho cuando están preñadas, y tienen sus crías en primavera cuando el bosque recupera su fuerza, y los animales no beben chicha aunque estén muriendo de sed, ni comen trapi ni nada de lo que no deben comer aunque padezcan hambre, y en eso son mejores que los mapuches, y no se hacen malones unos a otros y sólo se matan para devorarse por necesidad, y no atacan si no son atacados, y nos dan su carne, su sangre, su lana, su sebo, su leche, sus huesos y, desde que los winkas los trajeron a esta tierra, los caballos también son amigos nuestros y nos transportan de un lado a otro y el buey tira de nuestros arados, por eso los mapuches, siguiendo la enseñanza del admapu, nunca golpeamos a los animales sin motivo, ni matamos a la hembra que pueda tener crías ni comemos la carne de un animal en celo, y si hemos de matar a un animal para comerlo, lo aturdimos con la macana antes de desangrarlo, y por eso los animales saben que somos sus peñis y no huyen de nosotros y se acercan a servirnos, y cuando bajaron las aguas, los primeros mapuches aprendieron también a construir sus rucas a orillas de los ríos, a conocer las vertientes secretas de las quebradas, a cavar fozos profundos y a ser amigos del agua y a cuidarla y mantenerla siempre limpia.
Así había seguido la vida hasta que después de tantísimas generaciones habían traído un día la noticia, dicen, dijeron "entró donde los picunches (mapuches del norte, actualmente Copiapó y más al sur aprox.) un malón que ataca a los rehues que encuentra a su paso y deja tolderías de mitimaes, unos hombres que no hablan el mapudungun". Entonces, dicen, los mapuches reunieron un ejército para defender la tierra, y marcharon a esperar al malón a orillas del Maule y allí rodearon de noche el campamento de los guerreros que capitaneaba el primo del inca Huáscar, y por la mañana cayeron como peucos sobre los soldados venidos del Cuzco y sus guías picunches flechando alanceando a muchos, y entonces el Maule se tiñó de rojo con la sangre de los que pelearon y murieron ahí, ¿acaso así no fue?, y nunca antes las aguas del río habían tenido ese color, y entonces la tierra sosegada quedó, hasta que un día, dicen, de la cordillera bajaron los choroyes en un ventarrón verde que eclipsaba el sol y anunciaba "vienen más". Nuestros antepasados, dicen, enviaron de nuevo a sus huerquenes a que fueran a preguntar, y a ver, y esta vez los adivinos dijeron "malos sucesos, muchos sufrimientos habrá", y entonces los toquis y ulmenes y loncos se habían reunido en un butacoyag como éste y los discursos duraron varios días, y después de mucho canto, baile, comilona y borrachera, y también rogativas al Nguenechén que todo lo gobierna, marcharon a esperar a los intrusos allí donde se unían el Ñuble y el Itata, y en Reinogüelén habían visto a los increíbles guerreros que venían recubiertos de una piel bruñida que las flechas no lograban atravesar, y hubo estupor, parálisis, hasta miedo hubo, y los conas habrían huido, dicen, si los loncos no se hubieran atravesado en su camino. "Haremos frente a esos winkas", dijeron los toquis, y entonces por primera vez los mapuches combatieron a campo descubierto contra los guerreros de barbas malolientes que el viracocha Almagro había enviado a reconocer la tierra, y la batalla fue recia, dicen, y nuestras abuelas tuvieron que llorar a muchos muertos, mas a pesar de los sorprendentes hueques incas que traían a los extranjeros en sus lomos y a pesar de sus perros casi tan grandes como el puma, y a pesar del trueno aterrador de sus armas, nuestros conas, acometiendo a pie a los invasores en filas ordenadas con sus flechas y lanzas, mataron a dos winkas y a varios caballos, y quedaron en el campo muchos enemigos y animales heridos, dicen, y su apo, el capitán Gómez de Alvarado, tuvo que huir con sus jinetes bajo una nubada de flechas y la tormenta de relámpagos y rayos que Pillán envió para ayudar a los guerreros de la tierra.
Diez Años más tarde los mapuche también habían esperado en armas a Valdivia, el nuevo virachocha, a orillas del Bíobío, y entonces dos mil conas cruzaron de noche las aguas a nado y se arrojaron sobre los españoles en el momento en que construían sus balsas. Los winkas se iban retirando y los nuestros volvieron a caer sobre ellos en Andalién, entre las lagunas, en la oscuridad dicen, y esta vez los mapuche ya sabían cómo oponer a los caballos un muro de lanzas y derribarlos con un golpe de macana en la frente, y por primera vez el apo Valdivia tuvo que echar pie a tierra y estuvo a punto de perder la vida, y en cuatro escuadrones nuestros conas lo atacaron más tarde en el fuerte de Penco, pero entonces, dicen, aparecieron unos moscones azules y los espíritus abandonaron a nuestros antepasados, y una estrella cayó en el campo de batalla y los winkas aprovecharon el presagio que paralizaba a los mapuche para penetrar en sus filas y matar a muchos, y cogieron a cuatrocientos conas prisioneros y Valdivia dijo, dicen, "cortadles a todos la mano derecha y las narices y soltadles para que su pueblo se aterre y se someta", pero no fue ese el resultado, porque al recibir a sus peñis mutilados los mapuche, dicen, dijeron "bajo estos amos sólo sufrimientos tendremos, y si la tierra debe regarse con sangre, más vale que también corra la sangre de los winkas". Los fuertes y ciudades se iban clavando entonces como espinas en la tierra pero la raza no se rendía, y muchos, dijeron, dicen, "dejémonos tomar prisioneros para conocer poder dentro los campamentos de estos españoles, sus animales y las armas que les dan su poderío y descubrir las flaquezas de los winkas para derrotarlos", y nuestros antepasados también dijeron "esta vez hemos de formar un ejército mucho más poderoso, con nuevas armas y capaz de combatir con nuevas mañas", y en Arauco, al pie del peñón que forma un escudo de roca, los enfurecidos loncos reunidos en el nuevo butacoyag habían elegido al más fuerte, al más astuto, al más valiente, a Caupolicán, y la flecha ensangrentada había recorrido la tierra, dicen, y desde todos los rincones los guerreros se pusieron en marcha y caminaron por los faldeos de las montañas, los valles, las playas, los bosques, hasta reunirse, impacientes, allí donde los ñidoltoqui los había convocado, y fieros fueron los combates, e igual que hacen ahora, los winkas, dicen, prendieron fuego a la selva amiga de los mapuche, y Caupolicán, traicionado, recibió en Cañete la muerte cruel, pero Lautaro llevó a sus hermanos a nuevas victorias y el invicto Valdivia pagó con su vida los dolores que había causado, y Lautaro organizó la caballería y a varios winkas prisioneros les dejó la vida, dicen, a cambio de una pareja de mastines españoles, porque los mapuche también necesitaban perros grandes en las batallas, y vinieron después otros winka y nacieron otros toqui y otros lonco, y a muchas mujeres las sacaron de sus rucas por la fuerza, y a muchos niños, y muchas cosechas quedaron en el campo sin que hubiera nadie para recogerlas, y muchos murieron de hambre y de enfermedades nuevas que los winkas traían en grandes botijas, y muchísimos mapuche fueron llevados a morir en los lavaderos de oro, y Lautaron había caído, y a Galvarino le cortaron las manos, pero de la memoria de los mapuche no se había borrado el recuerdo de los valientes, y así fue, y otra vez hoy la tierra se levanta.
¡Inche ta Pelantaru! (¡yo soy Pelantaro!)

Yo soy el vencedor de Curalaba, yo derroté al gran Loyola y la cabeza del viracocha que aquí yace a mis pies ha recorrido nuestros cuatro butalmapu, a los que hoy se agregan los peñi del Huillichenmapu que han venido a este butacoyag desde las tierras de más adelante (de más al sur). Esperaremos el momento propicio y juntando nuestras fuerzas formaremos entonces el malón más grande que jamás haya recorrido la tierra, y nos pondremos en marcha lentamente y quitaremos a los españoles sus caballos, los despojaremos de sus ganados, quemaremos sus estancias y no bastarán al rey de España todos los hombres que pueda enviar para salvar los fuertes y ciudades que hoy les estamos arrebatando, y al vencer a los valientes y feroces guerreros españoles más lucirá el valor de los mapuche, que a nadie enorgullece derrotar al débil, y así castigaremos para siempre su soberbia, doblegaremos su altivez, pondremos fin a su codicia y a sus abusos y conseguiremos la verdadera paz. ¡Que vengan a servirnos los arrogantes hombres de Castilla que a nuestras mujeres e hijas nos quintaban, y lleguen a nuestras rucas mansamente sus entonadas chiñuras cubiertas de quipam como las nuestras a hacernos chicha y a engendrar hijos para nosotros! Así ha de ser.
 Este discurso es relatado por el sacerdote Juan Barba, que fue prisionero y posteriormente amigo de los mapuche.